# Mihăești (Vâlcea)
Pour les articles homonymes, voir Mihăești.
Mihăești est une commune du județ de Vâlcea en Roumanie.

## Démographie
En 2021, la population était de 6 799 habitants.